# Aerumnosa noctinigra
Aerumnosa noctinigra är en tvåvingeart som beskrevs av Werner Mohrig 1999. Aerumnosa noctinigra ingår i släktet Aerumnosa och familjen sorgmyggor. Inga underarter finns listade i Catalogue of Life.